# Party bus

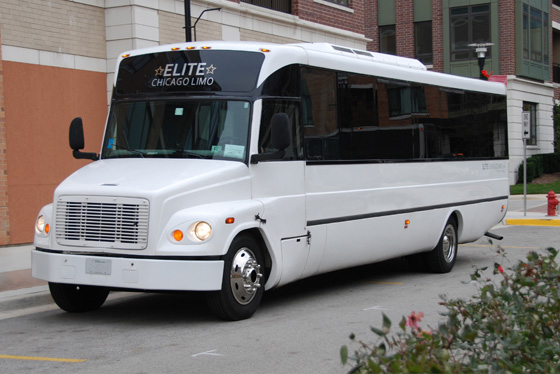
Vista exterior del autobús

Un Party bus, nombre en inglés con el significado de “autobús de fiesta” (también llamado limobus o bus de lujo), se trata de un vehículo grande derivado habitualmente de un autobús convencional o un autobús turístico, pero diseñado y modificado para llevar a diez personas o más con fines recreativos o que desean celebrar algo, como puede ser un cumpleaños. Habitualmente estos vehículos los manejan los chofers.

## Propósito y diseño

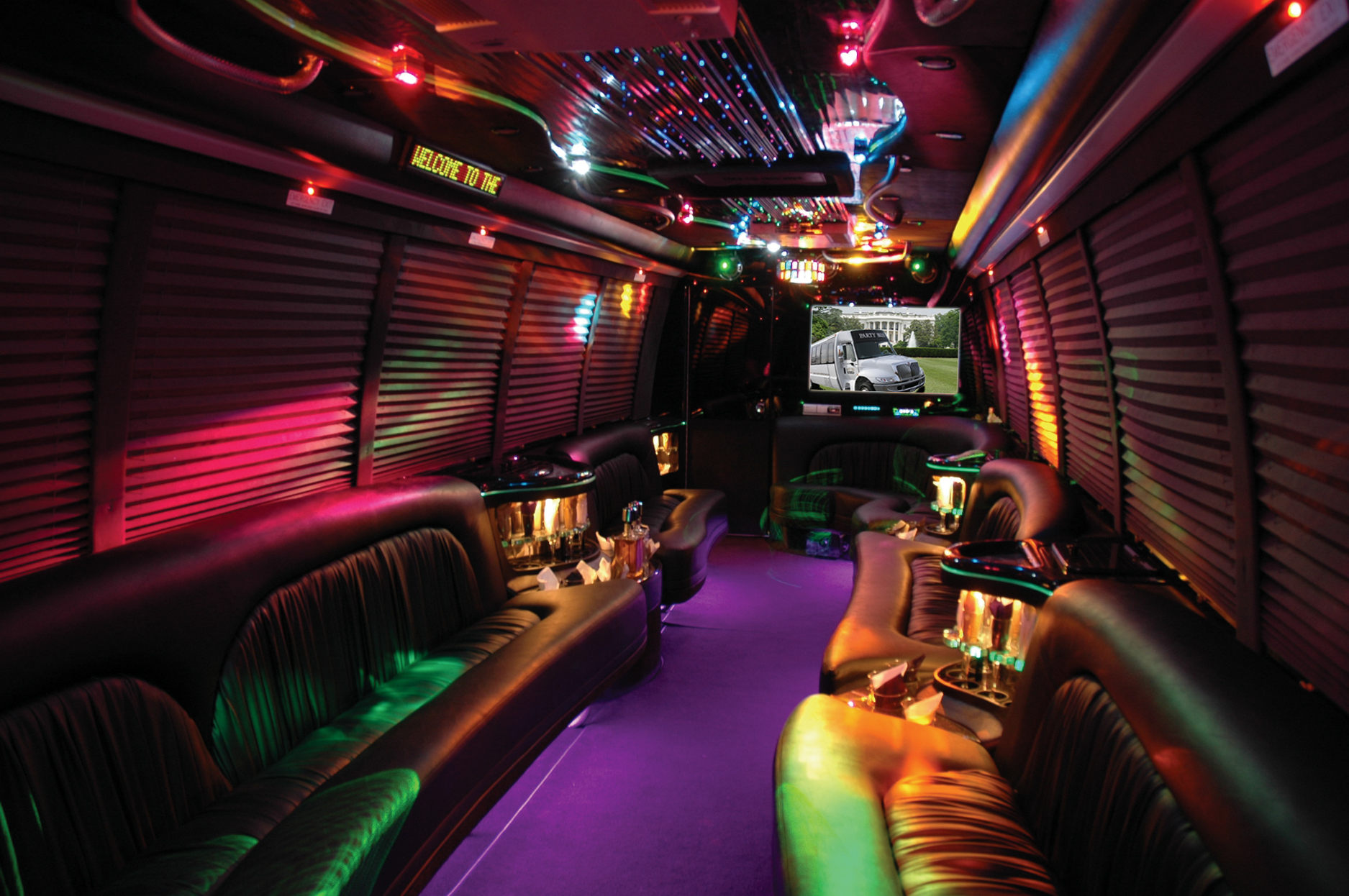
Vista interior del autobús

Este tipo de autobuses ofrecen asientos para 10-50 (conductor incluido) personas y en casos excepcionales los buses articulados pueden ofrecer hasta 69 asientos. En algunos casos, los buses tienen el chasis de una van o minibús fusionado con el chasis de un autobús urbano o turístico. Los primeros vehículos de este tipo aparecieron en San Francisco y pronto se popularizaron en los Estados Unidos y más tarde en todo el mundo.
Los autobuses pueden incluir los siguientes servicios; reproductores de sonido de alta gama, karaoke, televisores LCD, bloqueo de puertas y ventanas eléctrico, en su mayoría sillones de cuero, barra americana, aire acondicionado individual por asiento, compartimentos para el equipaje, cámaras de respaldo, máquinas de humo, luces láser, luces de discoteca, luces estroboscópicas, baño, equipo para discapacitados y diferentes plantas para diferentes usos o necesidades.
Este tipo de autobuses se utilizan para celebrar bodas, graduaciones, despedidas de solteros, cenas y fiestas de empresa. También se utilizan durante los recorridos nocturnos incluyendo paradas en pubs, discotecas, casinos y otros destinos de entretenimiento.
Algunos autobuses de este tipo se utilizan para los tours y eventos de una semana de duración, la mayoría se utilizan para excursiones o eventos de un día de duración. La mayoría de estos autobuses, son vehículos de alquiler siendo así más accesibles que las limusinas o los taxis, también influye el hecho de que en estos autobuses cabe un mayor número de pasajeros que en estos dos últimos medios de transporte mencionados.

## Reglamento de conducción
En algunos países el conductor debe adquirir una licencia especial para conducir este tipo de vehículos.
En Europa, si el peso del vehículo es menor de 3500Kg y lleva 8 o menos pasajeros, puede ser conducido por alguien que tenga una licencia de categoría B. Aquellos vehículos que no superen los 750Kg GVW de peso con 8 o menos pasajeros deben ser conducidos por alguien que tenga la licencia de categoría C1. Aquellos vehículos con 16 personas o menos, sin importar el peso GVW, necesitaran una licencia de categoría D1.
En Estados Unidos, cualquier vehículo con más de 15 pasajeros (incluyendo al conductor) requerirán de la Comercial Driver’s License (CDL) con la aprobación por parte de los pasajeros. Los vehículos con más de 26000 lbs de peso también requerirá de un CDL. Cuando se tratan de operaciones nacionales, la compañía necesita la autorización del departamento de tráfico. Las compañías que trabajan con otros estados (interestatal) necesitan estar FMCSA (Federal Motor Carrier Safety Administration, en español Administración de seguridad del transportista federal) también deben seguir unas normas federales especiales. Las operaciones de alquiler están obligadas a llevar 5 millones de dólares en el seguro de responsabilidad para los vehículos de 16 o más pasajeros. Los minibuses o cualquier otro vehículo con menos de 16 pasajeros requiere 1,5 millones de dólares en el seguro de responsabilidad civil. La mayoría de los Estados requiere una fianza de 25.000 dólares a presentarse durante los primeros 3 años de estar en el negocio con el estado DMV.